# Hora punta (pel·lícula)
Hora punta és una pel·lícula buddy pertanyent als gèneres policíac i d'arts marcials del 1998. Dirigida per Brett Ratner. L'elenc principal va estar integrat per Jackie Chan i Chris Tucker, que interpreten com en tota la trilogia els rols de l'Inspector Lee de la Royal Hong Kong Police i el policia de Los Angeles James Carter, respectivament.
Hora punta s'estrenà el 18 de setembre de 1998 va ser un gran èxit i es va convertir en la setena pel·lícula més taquillera d'aquell any, amb una recaptació de més de 140 milions de dòlars als Estats Units. A Hora punta, Carter i Lee s'enfronten a una perillosa banda de delinqüents que ha segrestat la petita filla del cònsol xinès.
Aquesta pel·lícula ha estat doblada al català.

## Argument
La pel·lícula comença quan l'últim dia del domini britànic sobre Hong Kong, el detectiu Inspector Lee (Chan) dirigeix un immens operatiu policial per capturar al misteriós cap de les tríades conegut com a Juntao. No obstant això, Lee solament troba a Sang, mà dreta de Juntao, que aconsegueix escapar mentre Lee aconsegueix capturar a la majoria dels seus còmplices i recuperar diverses peces històriques xineses d'altíssim valor robades abans per Juntao. Posteriorment Lee celebra la victòria amb els seus superiors Solon Han, el cònsol xinès i Thomas Griffin, últim governador militar britànic a Hong Kong. Al seu torn, Lee s'acomiada de la seva alumna d'arts marcials Soo Yung, ja que el seu pare el cònsol Han aniria en missió diplomàtica als Estats Units, assegurant-li a la nena que els Estats Units és un país amigable.
Una vegada el cònsol Han estableix la seva seu diplomàtica a Los Angeles, Soo Yung és segrestada per Sang, disfressat de policia, el primer dia d'escola. Al cap de poca estona l'FBI alerta al cònsol de l'incident i el diplomàtic crida a Lee per resoldre el cas i ajudar a la seva filla. No obstant això, l'FBI decideix desfer-se d'ell amb l'ajuda del Departament de Policia de Los Angeles. El capità Diel de la policia decideix contractar a l'egocèntric i poc ortodox detectiu James Carter, que prèviament havia gairebé espatllat la captura d'un traficant d'armes destruint part de l'evidència i deixant ferits a dos policies. Carter al principi s'entusiasma creient tenir una missió més emocionant però es frustra en veure que la seva missió és només evitar que Lee intervingui en l'assumpte. Carter tracta de desistir de la seva missió però el Capità Diel l'amenaça de suspendre-ho amb la seva paga si fallava.

## Repartiment
- Jackie Chan: Detectiu Inspector Lee.
- Chris Tucker: Detectiu James Carter.
- Tom Wilkinson: Thomas Griffin/Juntao.
- Tzi Dt.: Cònsol Solon Han.
- Ken Leung: Sang.
- Elizabeth Peña: Detectiu Tania Johnson.
- Mark Rolston: Agent Especial de l'FBI a càrrec de Warren Russ.
- Rex Linn: Agent de l'FBI Dan Whitney.
- Chris Penn: Clive Cod.
- Philip Baker Hall: Capità William Diel.
- Barry Shabaka Henley: Oficial Bobby.
- Julia Hsu: Soo Yung Han.